# اچ‌ام‌اس کولچستر (۱۷۴۶)
اچ‌ام‌اس کولچستر (۱۷۴۶) (به انگلیسی: HMS Colchester (1746)) یک کشتی بود که طول آن ۱۴۰ فوت (۴۲٫۷ متر) بود. این کشتی در سال ۱۷۴۶ ساخته شد.